# Курепиллу
59°26′28″ пн. ш. 24°49′01″ сх. д. / 59.44111° пн. ш. 24.81694° сх. д.

Курепиллу (ест. Kurepõllu) — мікрорайон в районі Ласнамяє міста Таллінн. Його населення складає 3 800 чоловік (1 січня 2014). Основними вулицями є Лійкурі, Валге, Турба, Смуулі теє, Лаагна теє. В мікрорайоні курсують автобусні маршрути номер 12, 19, 29, 35, 39, 44, 51, 60, 63, 67, 68

## Історія

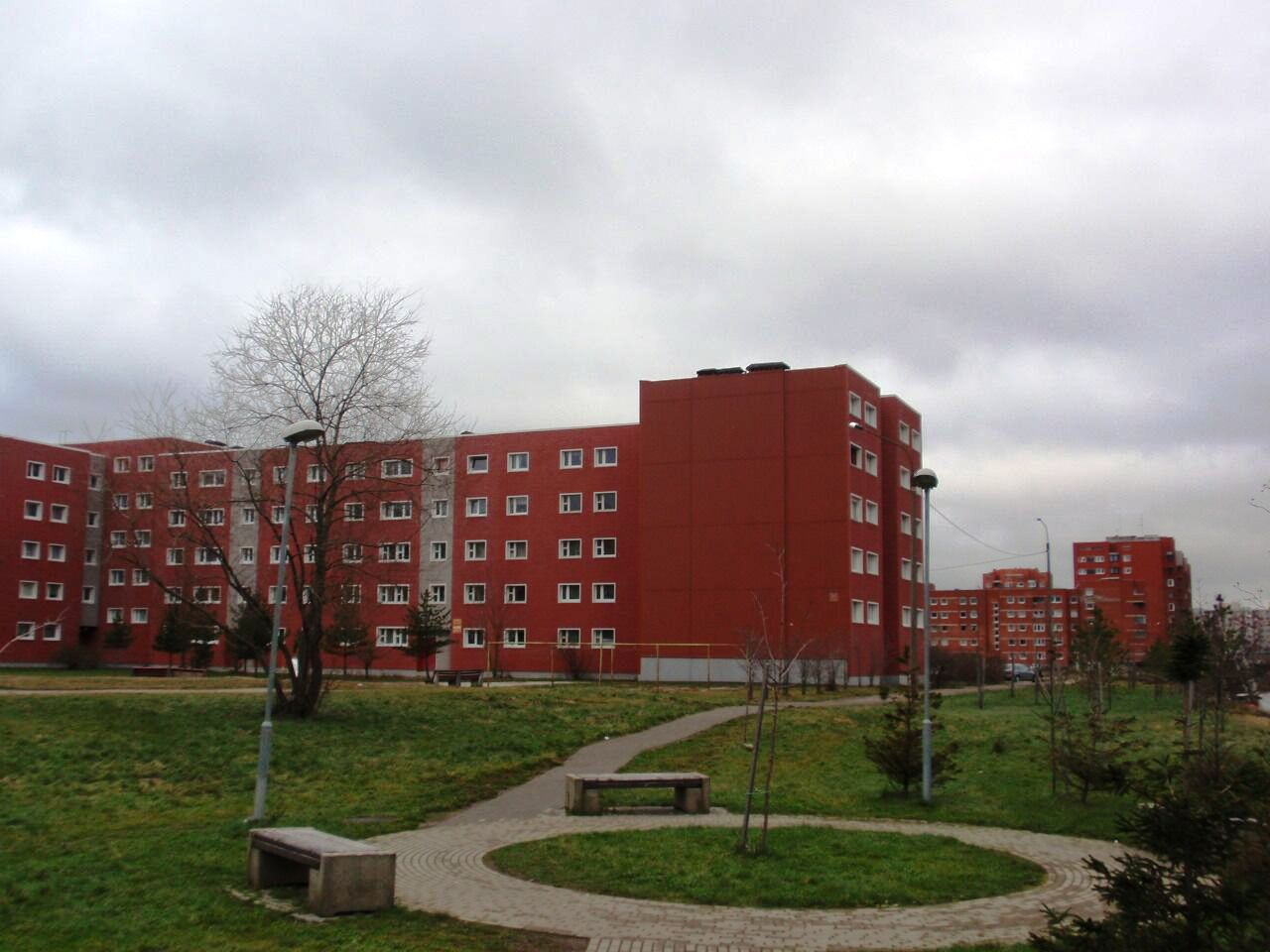
Житлові будинки на вулиці Ліікурі

Мікрорайон Курепиллу був утворений в 1991 році на основі дев'ятого мікрорайону Ласнямяє. Назва Курепиллу отримала  завдяки двох раніше існуючих тут вулиць Куре та Пиллу. Ці вулиці вперше згадуються в 1958 році. Самою старою вулицею мікрорайону є Вийдуйооксу(ест. Võidujooksu — бігова), перша згадка про яку датується 1900 роком. Вулиця була названа в честь змагань по кінному спорту, які відбулись 18 березня 1884 року на іпподромі Талліннського союзу кінного спорту, який знаходився на околицях вулиці. В другій половині 1930-х років на території сучасного мікрорайону проводились масштабні роботи по озелененню. Ділянка в районі Хундікурістіку та пожежної вежі Пих'я стала популярним місцем відпочинку. В 1941 році всі зелені насадження були знищені під час бойових дій Другої світової війни.
В 1980-х роках в Курепиллу почалось будівництво 9-ти та 5-ти поверхових житлових будинків для працівників заводу «Двігатєль». Один з житлових комлексів був побудований з червоної цегли і через цю особливість, мешканці прозвали мікрорайон «Красной дєрєвнєй»(«Червоне село») . В 2004 році на вулиці Валге почалось будівництво нових багатоквартирних будинків.

## Населення
По даним самоуправління Таллінна, на 1 січна 2014 року населення Курепиллу складало 3 800 жителів. Чоловіче населення серед них 47%. Естонці складають 17% жителів мікрорайону.
| 2008  | 2010    | 2011    | 2012    | 2014    |
| ----- | ------- | ------- | ------- | ------- |
| 3 608 | ↗ 3 697 | ↘ 3 681 | ↗ 3 706 | ↗ 3 800 |